# Lagetta
Lagetta es un género de plantas pertenecientes a la familia Thymelaeaceae.

## Especies aceptadas
- Lagetta lagetto (Sw.) Nash
- Lagetta valenzuelana A. Rich. - daguilla de Cuba[2]
- Lagetta wrightiana Krug & Urb.